# Emil Müller-Sturmheim
Emil Müller-Sturmheim (eigentlicher Name Emil Müller, Pseudonym auch: E. Sturmheim; * 17. Jänner 1886 in Boryslaw, Österreich-Ungarn; † 1952 in London) war Schriftsteller, Antifaschist, Freimaurer und im Londoner Exil politisch für Österreich aktiv.

## Leben und Wirken
Emil Müller-Sturmheim wurde am 17. Jänner 1886 in Boryslaw geboren, andere Quellen gehen jedoch davon aus, dass er 1889 in Wien geboren wurde. Er studierte Rechtswissenschaften und wurde Doktor der Rechte. Er publizierte 1918 den Essay Kaiser Karls neue Wege und 1920 seinen ersten und einzigen Roman Der Narr der Liebe. Es folgten in den 1930er-Jahren pazifistische und antifaschistische Schriften wie Ohne Amerika geht es nicht (1930), Die am Krieg verdienen (1936) und Rüstungen als Rettung (1937). Am 12. Juni 1920 wurde er in Loge Kosmos der Großloge von Wien aufgenommen. Er engagierte sich politisch und wurde Generalsekretär der österreichischen Völkerbundliga, der Schwesterorganisation der Deutschen Liga für Völkerbund. Auch war er Generalsekretär der britisch-österreichischen Handelskammer. Am 11. Juli 1938 konnte er vor den Nationalsozialisten aus Wien flüchten und nach London emigrieren.
In London war er beim Aufbau österreichischer Exilorganisationen aktiv, zuerst war er der erste Generalsekretär des Free Austrian Movement. Anschließend war er gemeinsam mit Friedrich Otto Hertz und Julius Meinl federführend bei der Gründung der Austrian Democratic Union. 1943 war er auch an der Gründung der österreichischen Sektion (im Exil) der New Commonwealth Society of Justice and Peace beteiligt, welche 1932 vom Briten David Davies zur promotion of international law and order – gerade gegenüber der willkürlichen und mörderischen Politik des faschistischen Italiens und Nazideutschlands – ins Leben gerufen worden war. Vorsitzender der britischen Sektion war Winston Churchill. Emil Müller-Sturmheim verfasst im Exil noch die Schriften 99,7% – A Plebiscite under Nazi Rule (1942) und What to Do About Austria (1943). Letztere Schrift enthält eine der seltenen grundsätzlichen Auseinandersetzungen eines österreichischen Exilpolitikers mit dem Problem des Antisemitismus, dessen Bekämpfung er als fundamentale Herausforderung für die gesamte Menschheit beschreibt. Er kritisierte darin die restriktive britische Politik gegenüber jüdischen Flüchtlingen und deren Beurteilung nach dem Kriterium der Rasse. Er machte zudem die mangelnde Aufnahme von Verfolgten und restriktive Einwanderungsgesetze mitverantwortlich dafür, dass die Nationalsozialisten ihre Vernichtungspolitik durchführen konnten. Eine Konsequenz, die Müller-Sturmheim aus seiner Analyse zog, war die Forderung nach einer liberalen Migrationspolitik auf globaler Ebene.
Nach dem Krieg versuchte Emil Müller-Sturmheim in die Tourismusbranche einzusteigen. Am 17. Juni 1947 heiratete er Sofie Fuchs, geborene Derman (1899 in Lemberg geboren), die ebenfalls als Flüchtling nach Großbritannien gekommen war. 1948 übersetzte er Christliche Demokratie von Richard Stafford Cripps für den Europa Verlag. Emil Müller-Sturmheim starb 1952 in London.

## Werke (Auswahl)
- Kaiser Karls neue Wege. 1918.
- Der Narr der Liebe. 1920.
- Ohne Amerika geht es nicht. 1930.
- Die am Krieg verdienen. 1936.
- Rüstungen als Rettung. 1937.
- 99,7%: Nintyninecommasevenpercent ; A plebiscite under Nazi rule. 1942.
- What to Do About Austria. 1943.